# Skovstar
Skovstar (Carex sylvatica), ofte skrevet skov-star, er et 30-100 cm højt halvgræs. Planten er ret almindelig i løvskov på frodig bund, og den bruges nu og da som bunddække i skyggebede.

## Beskrivelse
Skovstar er en flerårig, græsagtig urt med en tueformet vækst. Bladene er græsgrønne året rundt, de er foldede på langs, og de har skarpe kanter. De enkelte blade er ret brede og forsynet med de to rygninger på langs, som er typisk for starer. Oversiden er glat og mørkegrøn, mens undersiden er noget lysere.
Blomstringen sker i maj, hvor de gullige hanaks kommer frem noget før det grønne hunaks. Blomsterne er uanselige og sidder på særskilte stængler, højt hævet over tuen. Blomsterstanden består af et enkelt hanaks og 3-6 smalle, langstilkede og hængende, grønlige hunaks, som sidder med stor indbyrdes afstand på strået. Frugthylstret er grønt og glat. Frøene er nødder, der modner godt, og som er meget spirevillige i Danmark på fugtig, mineralrig jord.
Skovstar har et trevlet, groft rodnet. Den sætter korte udløbere, som efterhånden gør tuen bredere.
Højde x bredde og årlig tilvækst: 0,20 × 0,50 m.

## Udbredelse
Europa, Nordafrika og Vestasien. I Danmark er den almindelig på morænelersområderne i Østjylland og på Øerne.

## Habitat
Skovstar hører hjemme i fugtige skove på næringsrig bund i bl.a. Danmark. Planten foretrækker, at jordbunden er neutral til basisk, og den trives bedst i halvskygge til fuld skygge.
I et egekrat på den østlige bred af Rind Å, som ligger et par km syd for Høgild vokser arten sammen med bl.a. abild, aksrapunsel, almindelig blåbær, almindelig bøg, almindelig engelsød, almindelig gedeblad, almindelig gyldenris, almindelig hindbær, almindelig kohvede, almindelig liguster, almindelig mangeløv, almindelig røn, angelik, blåtop, djævelsbid, kratfladbælg, liljekonval, lægebaldrian, mosebunke, pengebladet fredløs, skovelm, skovrørhvene, skovstjerne, skovstorkenæb, smalbladet høgeurt, stilkeg, stor frytle, stor konval, tormentil, tyttebær, tørst og vintereg.

## Anvendelse i havebruget
Planten er meget velegnet som supplement til andre skyggetålende bunddækkeplanter, og den er selvskreven i et naturpræget skovbundsbed (se woodland gardening).